# 짐 보텀리
제임스 리로이 보텀리(James Leroy Bottomley, 1900년 4월 23일 ~ 1959년 12월 11일)은 미국의 전 프로 야구 선수이자 감독이다. 메이저 리그 베이스볼(MLB)에서 1루수로 1922년부터 1937년까지 세인트루이스 카디널스, 신시내티 레즈, 세인트루이스 브라운스 등지에서 뛰었다. 1937년 시즌에는 브라운스에서 선수 겸 감독을 맡았다. 카디널스 소속이었던 1924년 9월 16일, 브루클린의 에베츠 필드에서 메이저 리그 역대 한 경기 최다 타점 기록인 12타점을 기록했다.
미국 일리노이주 오글스비에서 태어나 일리노이주 노코미스에서 성장했다. 가족을 부양하기 위해 고등학교를 중퇴했으며, 세미프로 야구팀에서 뛰던 중 카디널스 구단이 그를 발견하고 계약을 맺었다. 1928년 시즌에는 리그 MVP을 수여받았으며, 1926년과 1931년에는 월드 시리즈 우승을 경험했다. 1932년 시즌까지 카디널스에서 뛰고 나서 신시내티 레즈로 트레이드되었으며, 그곳에서 3년을 뛴 후 다시 브라운스로 트레이드되어 2시즌을 더 뛰었다.
브라운스를 마지막으로 선수 커리어를 마무리한 후, 시카고 컵스의 스카우트와 마이너 리그 베이스볼 구단 감독을 맡았다. 심근 경색을 겪고 야구계에서 은퇴하여 미주리주로 이주해 아내와 함께 목장을 운영했다. 선수 시절 쾌활한 성격 덕에 '써니 짐'(Sunny Jim)이라는 별명으로 불렸다. 1974년 베테랑 위원회의 추천으로 미국 야구 명예의 전당에 헌액되었으며, 2014년에는 세인트루이스 카디널스 명예의 전당에 이름을 올렸다.